# Neromia draudti
Neromia draudti är en fjärilsart som beskrevs av Heinrich Andres och Adalbert Seitz 1923. Neromia draudti ingår i släktet Neromia och familjen mätare. Inga underarter finns listade i Catalogue of Life.